# Guy Penne
Guy Penne, né le 9 juin 1925 à Bondy (Seine) et mort le 25 juillet 2010 à Orange (Vaucluse), est un homme politique français.

## Biographie
Ancien président de l'Union nationale des étudiants de France (UNEF) pendant des études d'odontologie, il devient professeur d'université et chef de service du centre de soins de la Faculté de chirurgie dentaire de l'Université Paris-VII et enfin doyen de cette même faculté.
Franc-maçon, membre du Grand Orient de France, proche de François Mitterrand, il est son conseiller pour les affaires africaines de 1981 à 1986, avec pour mission de maintenir de bons rapports avec les dirigeants africains.
À ce poste, Guy Penne défend une politique s'inscrivant dans la continuité des gouvernements de droite qui avaient précédé le gouvernement Mitterrand. Il contribue à isoler le ministre de la coopération Jean-Pierre Cot, qui, de sensibilité tiers-mondiste, entendait promouvoir la défense des droits de l'homme et rompre avec certaines pratiques de l’État français à l'égard de ses anciennes colonies d'Afrique. Il renoue par ailleurs rapidement avec les « alliés traditionnels » de Paris, notamment Hissène Habré au Tchad.
En 1986, il est l'instigateur d'une campagne médiatique de dénigrement à l'encontre du président du Burkina Faso, Thomas Sankara, qui contestait les intérets de la France dans plusieurs dossiers internationaux.
Après avoir été nommé au Conseil supérieur des Français de l'étranger en 1985, il est élu sénateur socialiste des Français établis hors de France le 28 septembre 1986, puis réélu le 24 septembre 1995 pour un second mandat qui s'est achevé le 30 septembre 2004.
De 2000 à 2005, il préside l'Association démocratique des Français à l'étranger (ADFE), dont il a été un des initiateurs lors de sa création en 1980, et dont le but est de rassembler les forces de la gauche française à l'étranger.
Il est maire de Sainte-Cécile-les-Vignes (Vaucluse) jusqu'en 2001.
Il meurt le 25 juillet 2010.